# Ponent

Aufteilung Kataloniens in 7 Regionen nach dem Regionalplan von 1995:
Àmbit metropolità
Alt Pirineu i Aran
Camp de Tarragona
Comarques Centrals
Comarques Gironines
Ponent
Terres de l’Ebre

Das Ponent ist eines von sieben Territorien (àmbits funcionals territorials) in der Autonomen Gemeinschaft Katalonien, das 1995 mit dem Regionalplan (Pla territorial general de Catalunya) durch Gesetz beschlossen wurde.
Das Ponent hat eine Fläche von 5.999 km² und hat 301.964 Einwohner (2009). Das Territorium liegt im äußersten Westen Kataloniens an der Grenze zur autonomen Gemeinschaft Aragonien.

## Comarcas
Stand: 2009
| Gemeinde     | Einwohner | Fläche (km²) |
| ------------ | --------- | ------------ |
| Garrigues    | 19.667    | 1.042,17     |
| Noguera      | 34.972    | 1.739,30     |
| Pla d’Urgell | 29.897    | 305,30       |
| Segarra      | 19.286    | 918,14       |
| Segrià       | 166.826   | 1.407,00     |
| Urgell       | 31.316    | 587,00       |

## Alle Àmbits funcionals territorials (AFT)
- Alt Pirineu i Aran
- Àmbit Metropolità de Barcelona
- Camp de Tarragona
- Comarques Centrals
- Comarques gironines
- Terres de l’Ebre